# Jean Nguza Karl-I-Bond
Jean Nguza Karl-I-Bond, né le 4 août 1938 et mort le 27 juillet 2003 à Kinshasa à l'âge de 64 ans, est un homme politique congolais. 

## Biographie

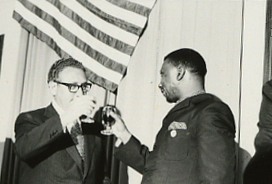
Jean Nguza Karl-I-Bond trinquant avec Henry Kissinger en 1976.

Il est Premier commissaire d'État du Zaïre du 27 août 1980 au 23 avril 1981. Il s'exile en Belgique pour rejoindre l'opposition au président Mobutu Sese Seko. Il est Premier ministre pour un second mandat du 25 novembre 1991 au 15 août 1992. Il est aussi ministre des Affaires étrangères en 1972, une deuxième fois de 1976 à 1977, et pour une troisième fois de 1979 à 1980. Il devient opposant politique au maréchal Mobutu vers les années 1980.